# Roydon (Essex)
Roydon is een civil parish in het bestuurlijke gebied Epping Forest, in het Engelse graafschap Essex. De plaats telt 2828 inwoners.